# Satoru
Satoru ist ein männlicher japanischer Vorname. 

## Bekannte Namensträger
- Satoru Abe (* 1982), japanischer Biathlet
- Satoru Akahori (* 1965), japanischer Schriftsteller
- Satoru Anabuki (1921–2005), japanischer Jagdflieger
- Satoru Asari (* 1974), japanischer Fußballspieler
- Satoru Hayashi (* 1988), japanischer Fußballspieler
- Satoru Hoshino (* 1989), japanischer Fußballspieler
- Satoru Iwata (1959–2015), japanischer Manager
- Satoru Kashiwase (* 1993), japanischer Fußballspieler
- Satoru Kobayashi (Regisseur) (1930–2001), japanischer Filmregisseur
- Satoru Kobayashi (Go-Spieler) (* 1959), japanischer Go-Spieler
- Satoru Kobayashi (Fußballspieler) (* 1973), japanischer Fußballspieler
- Satoru Makino (* 1990), japanischer Fußballspieler
- Satoru Masamune (1928–2003), japanisch-amerikanischer Chemiker und Hochschullehrer
- Satoru Matsuhashi (* 1961), japanischer Skispringer
- Satoru Mochizuki (* 1964), japanischer Fußballspieler
- Satoru Nakajima (* 1953), japanischer Automobilrennfahrer
- Satoru Noda (* 1969), japanischer Fußballspieler
- Satoru Oda (1927–2016), japanischer Musiker
- Satoru Okada, japanischer Spieleentwickler bei Nintendo
- Satoru Ōki (* 1992), japanischer Fußballspieler
- Satoru Ōtomo (* 1957), japanischer Zahnarzt, Amateurastronom und Asteroidenentdecker
- Satoru Sakuma (* 1963), japanischer Fußballspieler
- Satoru Shibata, japanischer Manager, Präsident von Nintendo of Europe
- Satoru Suzuki (* 1975), japanischer Fußballspieler
- Satoru Terao (* 1975), japanischer Shorttracker
- Satoru Yamagishi (* 1983), japanischer Fußballspieler
- Satoru Yoshida (* 1970), japanischer Fußballspieler